# Мемориальный комплекс в Ярыксу-Аух

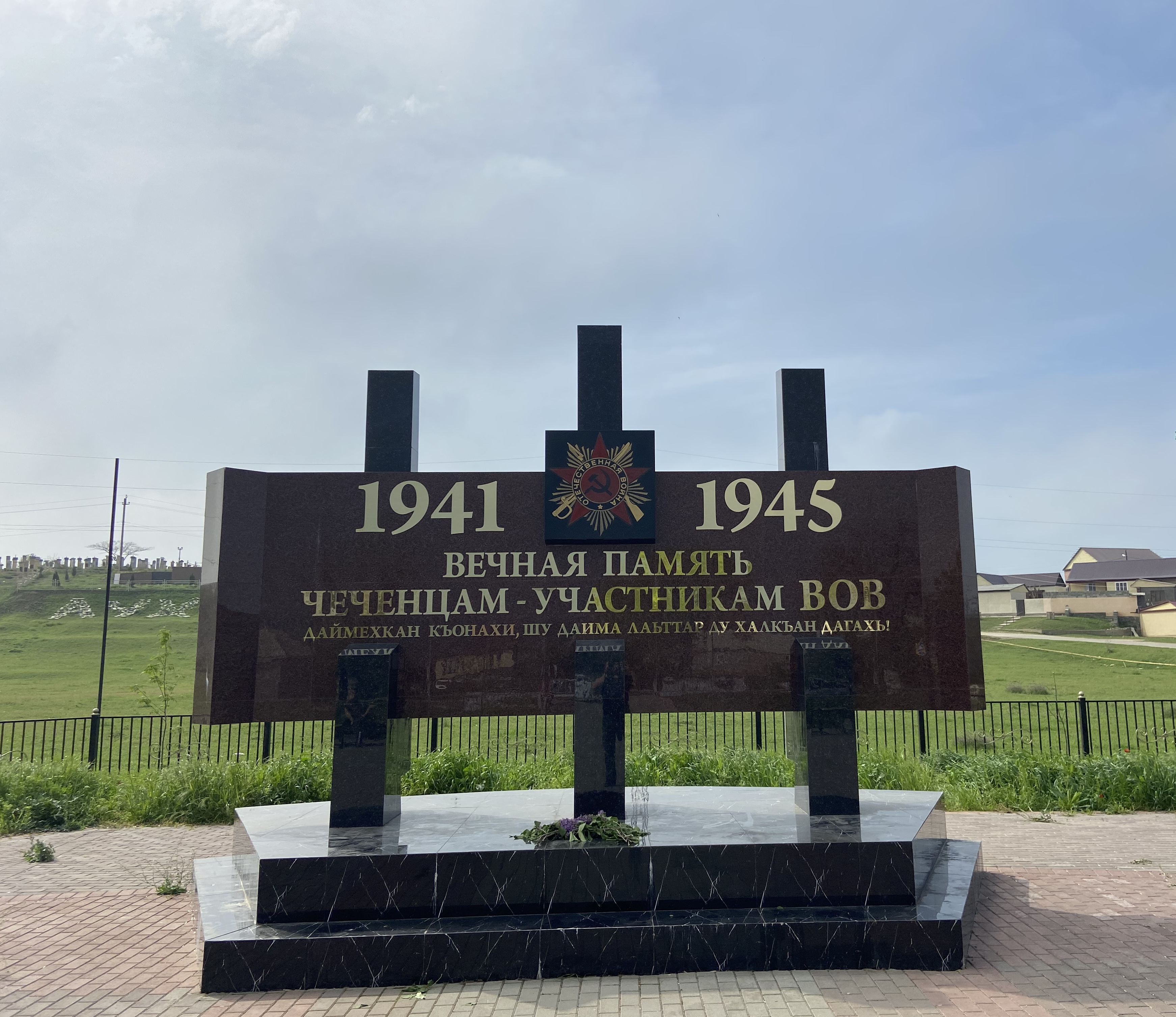
Мемориальный комплекс в Ярыксу-Аух (2023-04-28). Даймехкан къонахи, шу даима лаьттар ду халкъан дагахь! «Отчизны славные сыны, вы вечно в памяти народной»

Мемориальный комплекс участникам Великой Отечественной войны, посвящённый чеченцам, ушедшим на фронт из Дагестана, сооружён в 2020 году в селении Ярыксу-Аух Новолакского района. На 32-х гранитных плитах выгравировано более 2 тысяч имён чеченцев-фронтовиков из Дагестана. Это первый мемориальный комплекс чеченцам — участникам Великой Отечественной войны.

## История
Открыт в 2020 году. Строительство памятника инициировано в рамках Года памяти и славы, объявленного Президентом России.
Руководитель оргкомитета мемориала Вахит Касимов отмечает, что мемориальный комплекс является восстановлением исторической справедливости в отношении как героев-чеченцев, участников Великой Отечественной войны, так и всего чеченского народа, репрессированного в 1944 году. Список имён будет дополняться.
Мемориал возведен за счёт средств предпринимателя Исмаила Гапуева, а организатором поиска чеченцев — участников Великой Отечественной войны является заместитель главы администрации Хасавюртовского района Дагестана Вахит Касимов.
23 февраля 2023 года у мемориального комплекса состоялся траурный митинг в память депортированных чеченцев. Десять лет назад работа над созданием комплекса начиналась с поисков чеченцев, уроженцев Ауховского района, которые принимали участие в боях во время Великой Отечественной войны. По словам С. Касимова, на фронт из Ауховского района ушло 3 тысячи человек, в большинстве своём добровольцев.
После депортации чеченцев многие документы пропали, возможно, были сознательно уничтожены. Восстановить все данные о судьбе тех, кто из сёл Ауховского района ушёл на фронт, проследить их судьбу, узнать, какие награды были ими получены в боях с фашистами, было трудно. Было очень сложно проследить судьбу солдата, которого призвали в армию в первые годы войны, после чего родители получали похоронку или сообщение, что их сын пропал без вести. В поисках участников войны исследовались призывные документы, выписки из архивов военных частей, фотоархивы, делались запросы в места пленения и лагерей. Документально выявлено 2386 чеченцев, ушедших на фронт из Ауховского района. Работа в этом направлении продолжается.

## Описание
Памятник представляет собой комплекс из 32 гранитных плит, на которых выгравировано более 2 тысяч имён чеченцев в виде списков по населённым пунктам. В центре мемориала расположена большая плита, на которой обозначены даты начала и окончания войны. Мемориал памяти располагается рядом с памятником чеченцам, жертвам депортации 1944 года, у трассы Хасавюрт — Новолакское.

## Галерея

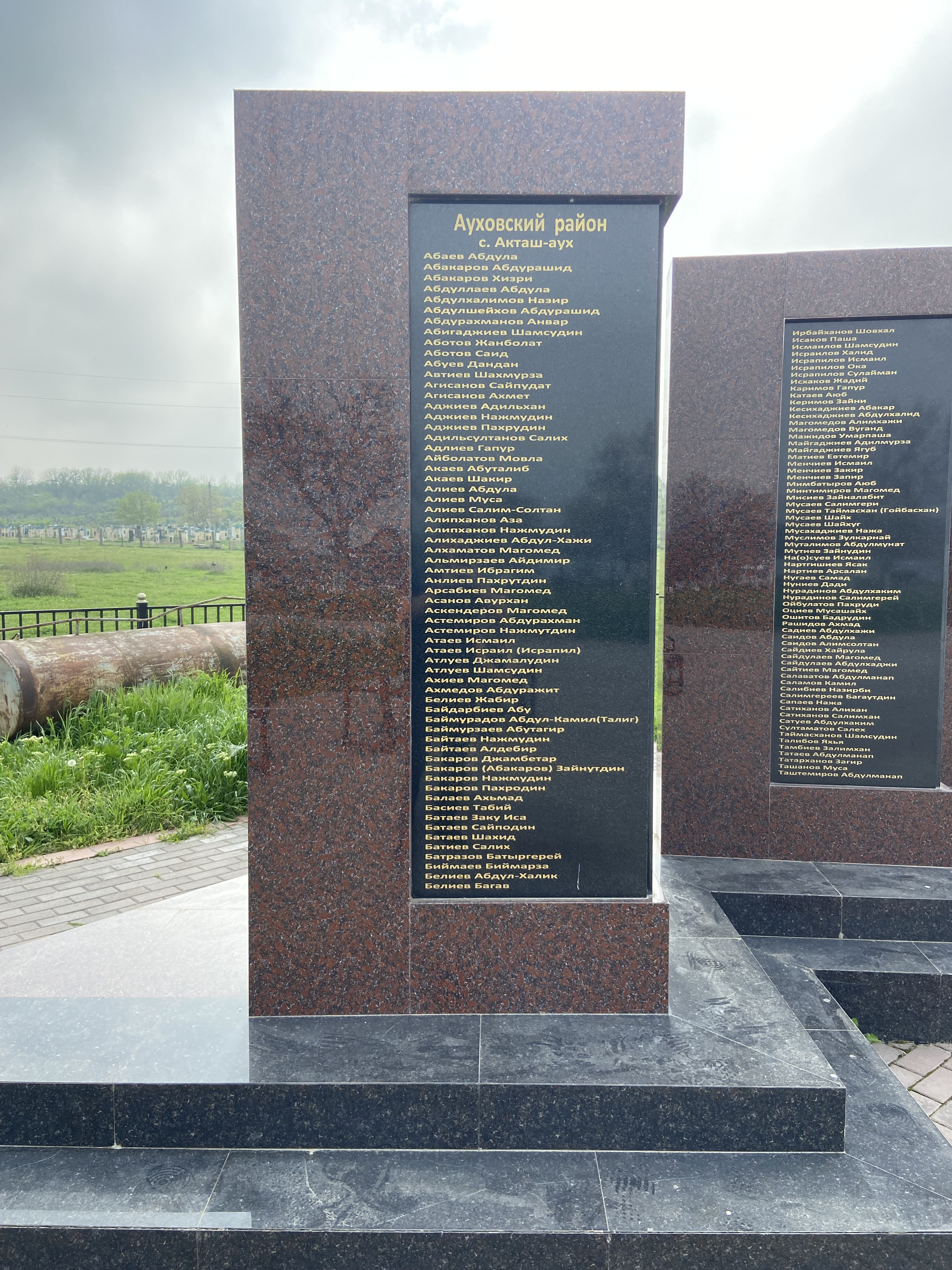
Мемориальный комплекс в Ярыксу-Аух, плита (1).
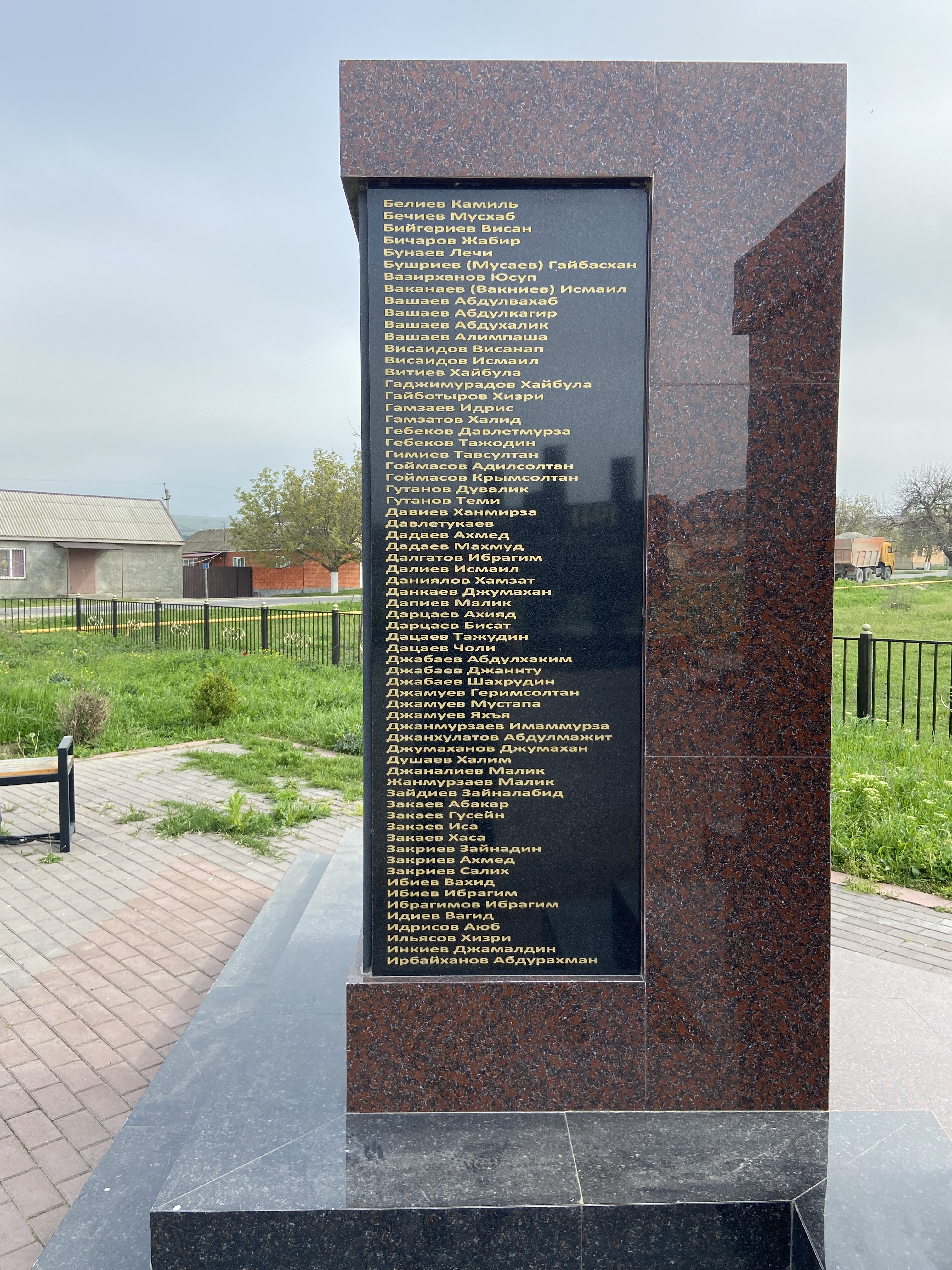
Мемориальный комплекс в Ярыксу-Аух, плита (2).
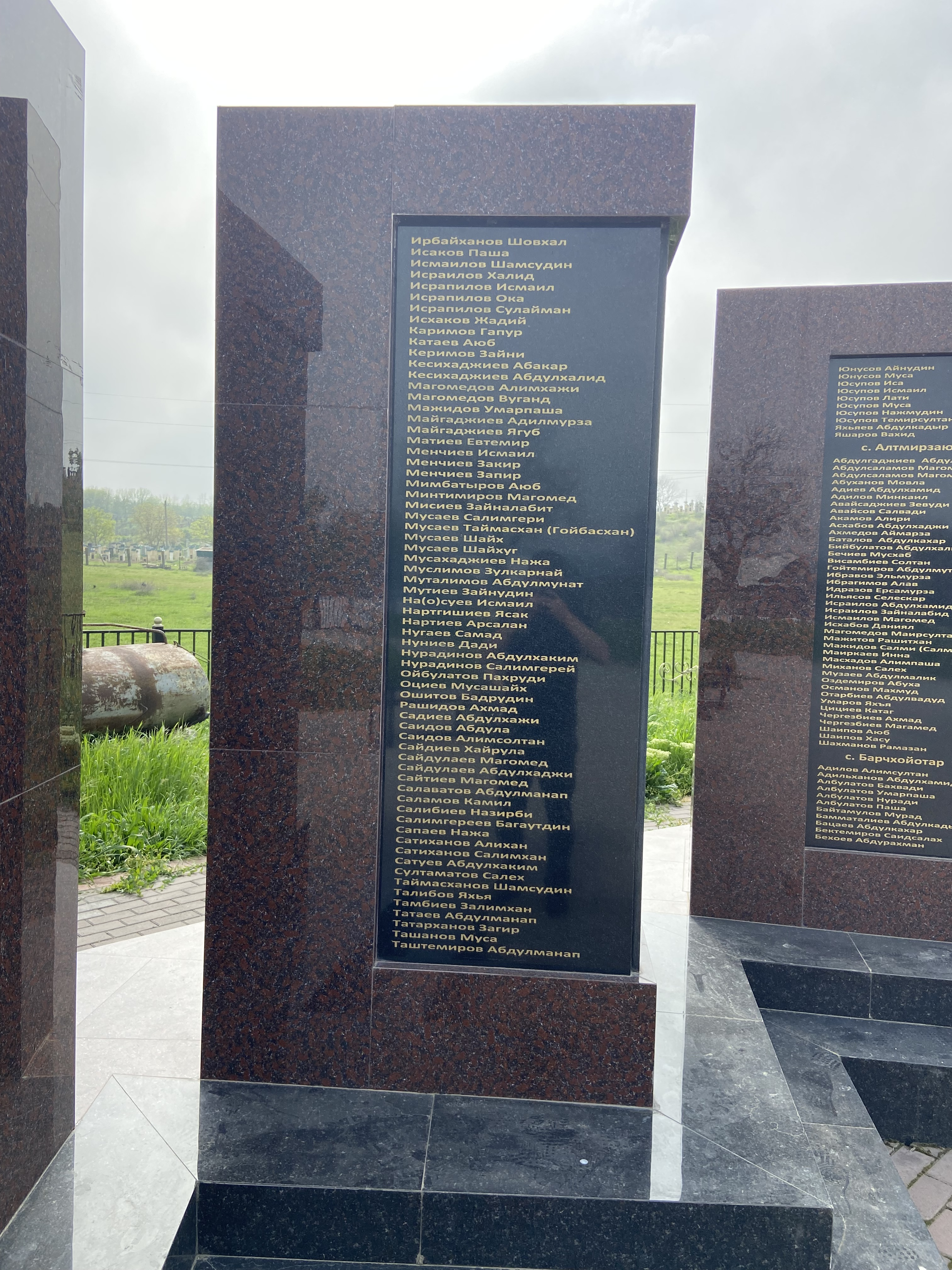
Мемориальный комплекс в Ярыксу-Аух, плита (3).
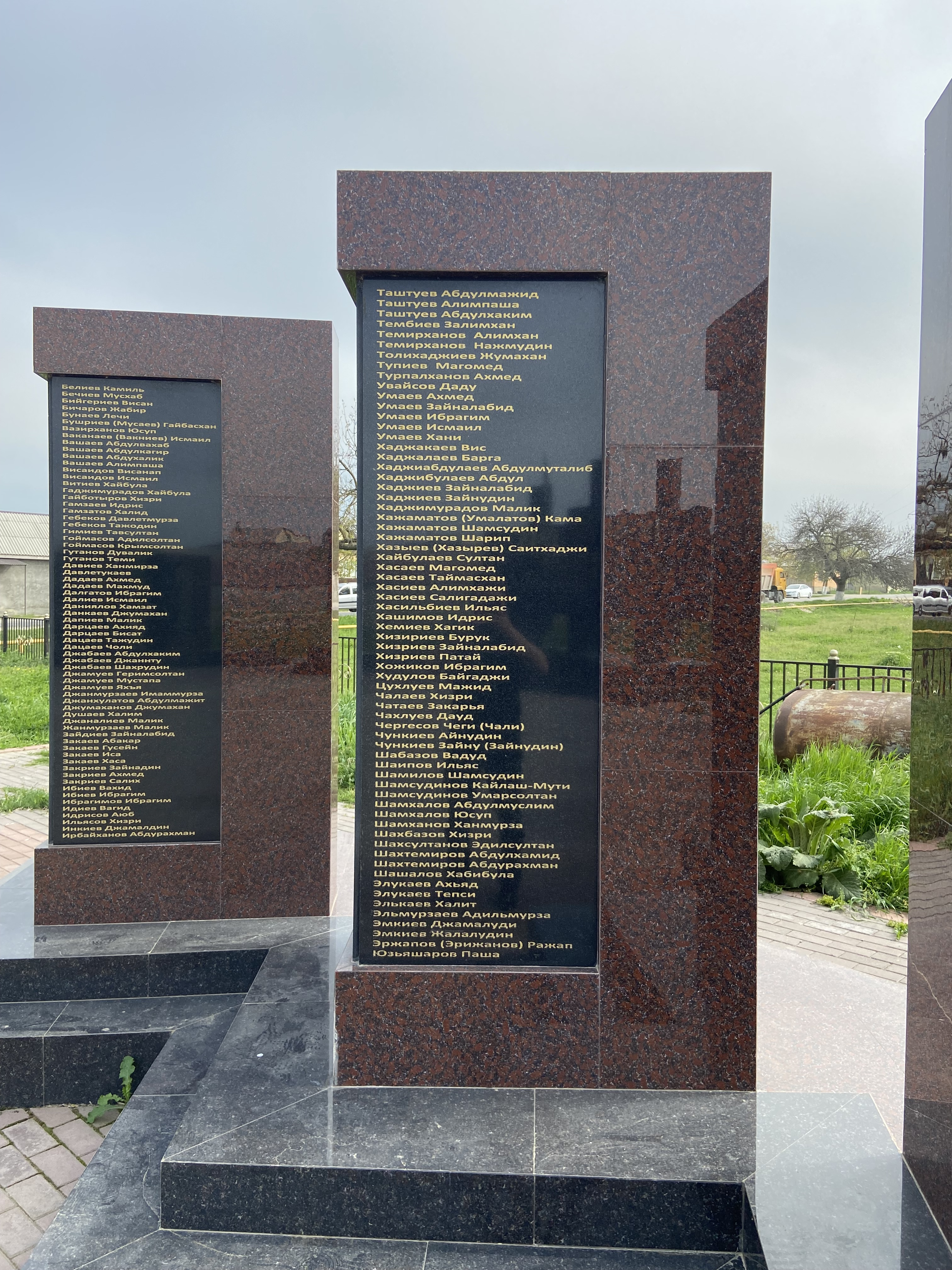
Мемориальный комплекс в Ярыксу-Аух, плита (4).
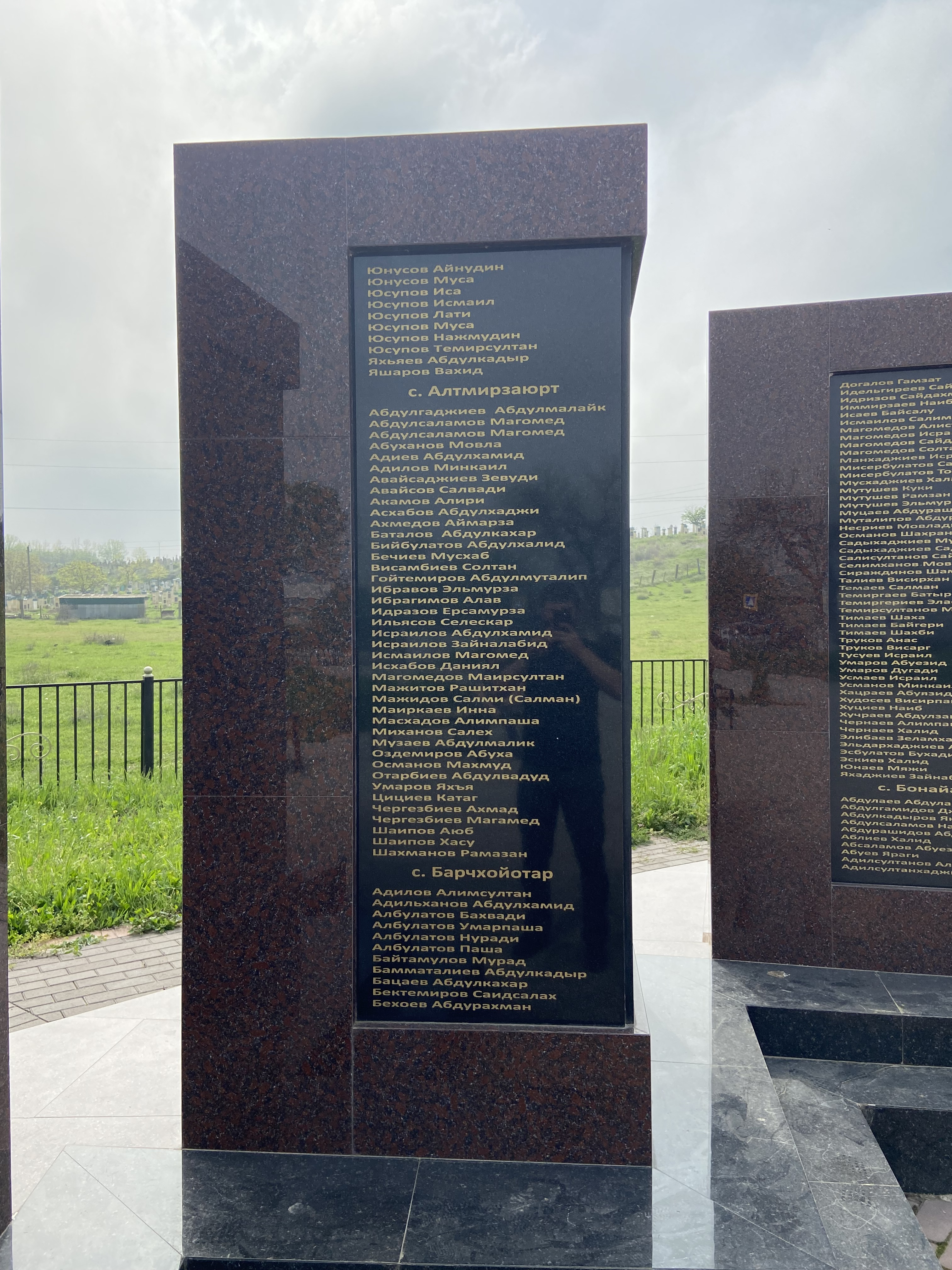
Мемориальный комплекс в Ярыксу-Аух, плита (5).
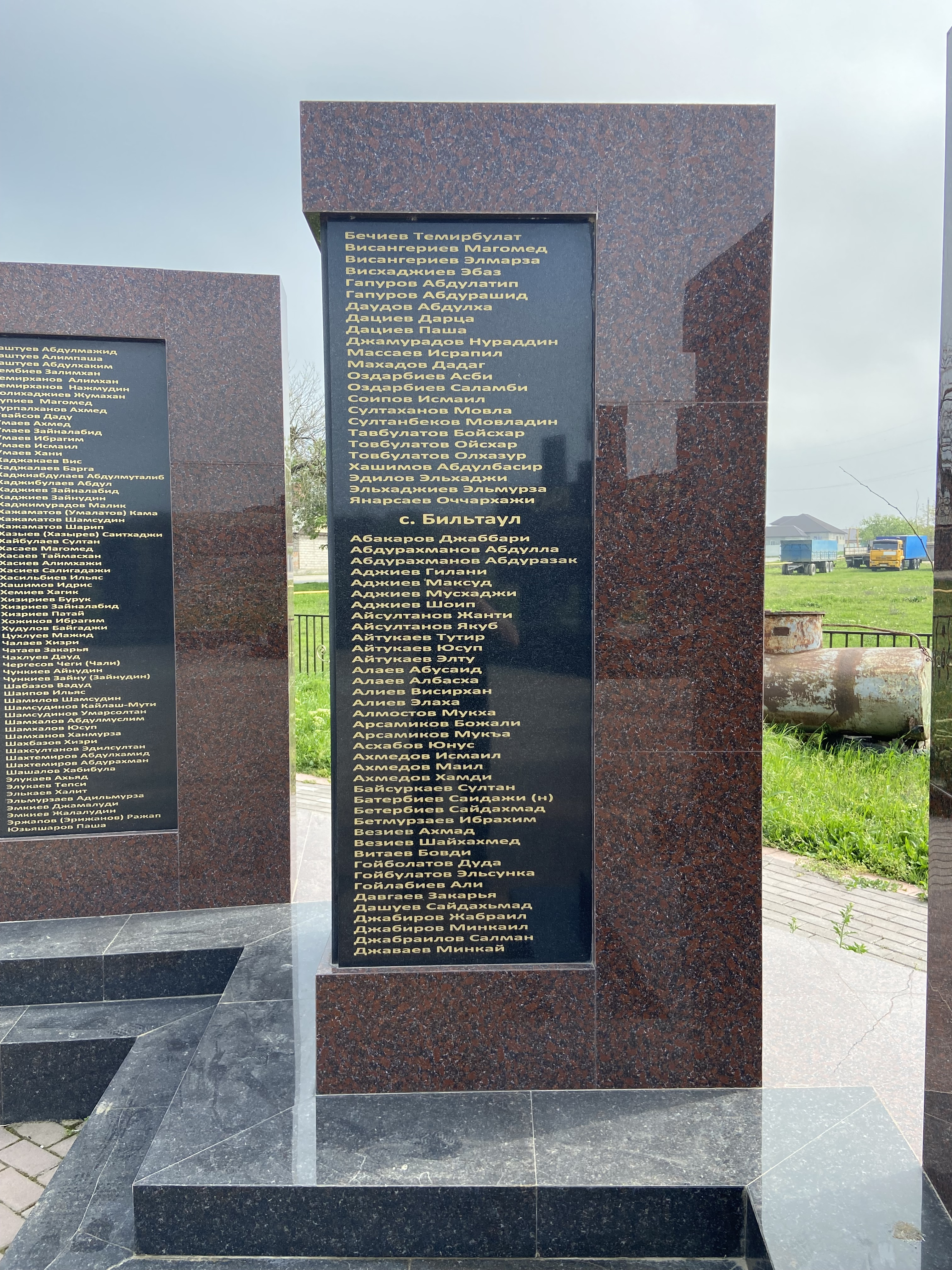
Мемориальный комплекс в Ярыксу-Аух, плита (6).